# Weil der Mond schien
Weil der Mond schien... (franz. Clair de lune, auch u. d. T. Mondschein) ist eine Novelle von Guy de Maupassant. Sie entstand wahrscheinlich 1881, erschien aber erst posthum 1899 in dem Erzählband Le Père Milon.

## Handlung
Julie Robière erhält Besuch von ihrer verheirateten Schwester Henriette Létoré. Beim abendlichen Gespräch im Wohnzimmer bemerkt Frau Robière, dass das Haar ihrer Schwester, obwohl diese erst 24 Jahre alt ist, bereits weiße Strähnen aufweist. Frau Létoré gesteht ihrer Schwester, dass sie ihren Mann betrogen hat, obwohl sie ihn liebt. Er ist älter und weniger leidenschaftlich als sie. Während eines Reiseaufenthalts in Flüelen ging sie unweit ihres Hotels, in dem sie mit ihrem Ehemann abgestiegen war, am Seeufer spazieren. Der Vollmond erzeugte eine romantische Stimmung. Sie begegnete einem jungen Anwalt, der, als er bemerkte, dass sie weinte, sie zu trösten suchte, und ihr Gedichte von Alfred de Musset vortrug. Sie erlebten ein leidenschaftliches Liebesabenteuer. Danach sahen sie sich nur noch einmal am Tag der Abreise der Létorés. Darauf erwidert Frau Robière, dass eine Frau mitunter nicht einen Mann, sondern die Liebe liebe, und dass an jenem Abend der Mond der Geliebte der Schwester gewesen sei.